# トニー賞
トニー賞（トニーしょう、英：Tony Award）は、正式にはアントワネット・ペリー賞 (Antoinette Perry Award) と呼ばれる、アメリカン・シアター・ウィング（American Theatre Wing）および全米劇場プロデューサー連盟（League of American Theatres and Producers）により授与される、アメリカ合衆国の演劇およびミュージカルに関する賞。

## 歴史
選考の対象となるには、毎年のエントリー期間中にニューヨーク・ブロードウェイの劇場で公演が開始される必要がある。受賞者はブロードウェイの関係者700人による投票で決まる。1947年に始まり1949年から、演劇部門とミュージカル部門に分かれた。トニー賞はアメリカの演劇界で最も権威ある賞と見なされており、映画界のアカデミー賞、音楽業界のグラミー賞、テレビ業界のエミー賞、文学・戯曲におけるピューリッツァー賞と肩を並べる存在となっている。
トニー賞の名前は、女優、演出家、そしてアメリカン・シアター・ウィングの共同設立者である、アントワネット・ペリーに由来する。トニー (Tony) は、アントワネット (Antoinette) の短縮形である。
毎年5月にノミネート発表、授賞式は6月に開催され、CBSで全米生中継される。日本ではWOWOWで独占生中継される。2013年まではNHK BSプレミアムで日本語字幕を付けて後日放送されていた。
1996年まではブロードウェイの各劇場が持ち回りで受賞会場を提供していたが、1997年からはラジオシティ・ミュージックホールに固定化した。また同ホールは6,000席近い収容能力があることから、以後はブロードウェイ関係者以外でもチケットを購入すれば後方座席で授賞式を観覧できるようになった。ただし2011年（第65回）と2012年（第66回）は、ラジオシティ・ミュージックホールでシルク・ドゥ・ソレイユの長期公演が行われるため、ビーコン・シアターで開催されることになったことから、一般観覧ができなくなった。2020年は新型コロナ大流行で延期された。

## 賞の部門
トニー賞には、26部門といくつかの特別賞がある。1947年に11部門で始まってから、賞の名称と数は長年に渡って変化している。

### 主要部門
- 演劇作品賞 (Best Play)
- 演劇リバイバル作品賞 (Best Revival of a Play)
- 演劇主演男優賞 (Best Performance by a Leading Actor in a Play)
- 演劇主演女優賞 (Best Performance by a Leading Actress in a Play)
- 演劇助演男優賞 (Best Performance by a Featured Actor in a Play)
- 演劇助演女優賞 (Best Performance by a Featured Actress in a Play)
- 演劇演出賞 (Best Direction of a Play)
- 演劇音響デザイン賞 (Best Sound Design of a Play)
- 演劇装置デザイン賞 (Best Scenic Design in a Play)
- 演劇衣装デザイン賞 (Best Costume Design in a Play)
- 演劇照明デザイン賞 (Best Lighting Design in a Play)
- ミュージカル作品賞 (Best Musical)
- ミュージカル・リバイバル作品賞 (Best Revival of a Musical)
- ミュージカル主演男優賞 (Best Performance by a Leading Actor in a Musical)
- ミュージカル主演女優賞 (Best Performance by a Leading Actress in a Musical)
- ミュージカル助演男優賞 (Best Performance by a Featured Actor in a Musical)
- ミュージカル助演女優賞 (Best Performance by a Featured Actress in a Musical)
- ミュージカル脚本賞 (Best Book of a Musical)
- ミュージカル演出賞 (Best Direction of a Musical)
- ミュージカル音響デザイン賞(Best Sound Design of a Musical)
- ミュージカル装置デザイン賞 (Best Scenic Design in a Musical)
- ミュージカル衣装デザイン賞 (Best Costume Design in a Musical)
- ミュージカル照明デザイン賞 (Best Lighting Design in a Musical)
- オリジナル楽曲賞 (Best Original Score)
- 振付賞 (Best Choreography)
- 編曲賞 (Best Orchestrations)

### 特別部門
- 特別功労賞 (Special Tony Award / Special Tony Award for Lifetime Achievement Award)
- 地方劇場賞 (Regional Theatre Tony Award)
- イザベル・スティーヴンソン賞 (Isabelle Stevenson Award)
- 名誉賞 (Tony Honors for Excellence in Theatre)

### 廃止された賞
- 新人賞（1948年） (Best Newcomer)
- 舞台技術賞（1948年 - 1963年） (Best Stage Technician)
- 指揮者賞（1948年 - 1964年） (Best Conductor and Musical Director)
- 著者賞（1947年 - 1965年） (Best Author)
- 劇場イベント賞（1999年 - 2009年） (Best Special Theatrical Event)